# Llista d'asteroides/193301-193400
| Nom      | Designació provisional | Data de descobriment   | Lloc de descobriment | Descobridor/s |
| -------- | ---------------------- | ---------------------- | -------------------- | ------------- |
| 193301 - | 2000 SN276             | 30 de setembre de 2000 | Socorro              | LINEAR        |
| 193302 - | 2000 SU277             | 30 de setembre de 2000 | Socorro              | LINEAR        |
| 193303 - | 2000 SF278             | 30 de setembre de 2000 | Socorro              | LINEAR        |
| 193304 - | 2000 SQ279             | 25 de setembre de 2000 | Socorro              | LINEAR        |
| 193305 - | 2000 SS281             | 23 de setembre de 2000 | Socorro              | LINEAR        |
| 193306 - | 2000 SD285             | 23 de setembre de 2000 | Socorro              | LINEAR        |
| 193307 - | 2000 SZ294             | 27 de setembre de 2000 | Socorro              | LINEAR        |
| 193308 - | 2000 SG300             | 28 de setembre de 2000 | Socorro              | LINEAR        |
| 193309 - | 2000 SP303             | 28 de setembre de 2000 | Socorro              | LINEAR        |
| 193310 - | 2000 SR303             | 28 de setembre de 2000 | Socorro              | LINEAR        |
| 193311 - | 2000 SY304             | 30 de setembre de 2000 | Socorro              | LINEAR        |
| 193312 - | 2000 SK305             | 30 de setembre de 2000 | Socorro              | LINEAR        |
| 193313 - | 2000 SR308             | 30 de setembre de 2000 | Socorro              | LINEAR        |
| 193314 - | 2000 SK309             | 30 de setembre de 2000 | Socorro              | LINEAR        |
| 193315 - | 2000 SQ317             | 30 de setembre de 2000 | Socorro              | LINEAR        |
| 193316 - | 2000 SW317             | 30 de setembre de 2000 | Socorro              | LINEAR        |
| 193317 - | 2000 SS322             | 28 de setembre de 2000 | Socorro              | LINEAR        |
| 193318 - | 2000 SV322             | 28 de setembre de 2000 | Socorro              | LINEAR        |
| 193319 - | 2000 SA325             | 28 de setembre de 2000 | Kitt Peak            | Spacewatch    |
| 193320 - | 2000 SE328             | 30 de setembre de 2000 | Socorro              | LINEAR        |
| 193321 - | 2000 SN334             | 26 de setembre de 2000 | Kitt Peak            | Spacewatch    |
| 193322 - | 2000 SM366             | 23 de setembre de 2000 | Anderson Mesa        | LONEOS        |
| 193323 - | 2000 SS367             | 23 de setembre de 2000 | Socorro              | LINEAR        |
| 193324 - | 2000 ST376             | 25 de setembre de 2000 | Anderson Mesa        | LONEOS        |
| 193325 - | 2000 TE3               | 1 d'octubre de 2000    | Socorro              | LINEAR        |
| 193326 - | 2000 TA10              | 1 d'octubre de 2000    | Socorro              | LINEAR        |
| 193327 - | 2000 TO11              | 1 d'octubre de 2000    | Socorro              | LINEAR        |
| 193328 - | 2000 TW14              | 1 d'octubre de 2000    | Socorro              | LINEAR        |
| 193329 - | 2000 TZ21              | 2 d'octubre de 2000    | Socorro              | LINEAR        |
| 193330 - | 2000 TM26              | 2 d'octubre de 2000    | Socorro              | LINEAR        |
| 193331 - | 2000 TN29              | 3 d'octubre de 2000    | Socorro              | LINEAR        |
| 193332 - | 2000 TP35              | 6 d'octubre de 2000    | Anderson Mesa        | LONEOS        |
| 193333 - | 2000 TS36              | 6 d'octubre de 2000    | Anderson Mesa        | LONEOS        |
| 193334 - | 2000 TL49              | 1 d'octubre de 2000    | Anderson Mesa        | LONEOS        |
| 193335 - | 2000 TB65              | 1 d'octubre de 2000    | Socorro              | LINEAR        |
| 193336 - | 2000 TB67              | 2 d'octubre de 2000    | Socorro              | LINEAR        |
| 193337 - | 2000 TZ67              | 3 d'octubre de 2000    | Socorro              | LINEAR        |
| 193338 - | 2000 UR4               | 24 d'octubre de 2000   | Socorro              | LINEAR        |
| 193339 - | 2000 UO5               | 24 d'octubre de 2000   | Socorro              | LINEAR        |
| 193340 - | 2000 UU5               | 19 d'octubre de 2000   | Kitt Peak            | Spacewatch    |
| 193341 - | 2000 UE7               | 24 d'octubre de 2000   | Socorro              | LINEAR        |
| 193342 - | 2000 UG7               | 24 d'octubre de 2000   | Socorro              | LINEAR        |
| 193343 - | 2000 UZ11              | 18 d'octubre de 2000   | Socorro              | LINEAR        |
| 193344 - | 2000 UX14              | 25 d'octubre de 2000   | Socorro              | LINEAR        |
| 193345 - | 2000 UC17              | 24 d'octubre de 2000   | Socorro              | LINEAR        |
| 193346 - | 2000 UD18              | 24 d'octubre de 2000   | Socorro              | LINEAR        |
| 193347 - | 2000 UL19              | 24 d'octubre de 2000   | Socorro              | LINEAR        |
| 193348 - | 2000 US21              | 24 d'octubre de 2000   | Socorro              | LINEAR        |
| 193349 - | 2000 UU22              | 24 d'octubre de 2000   | Socorro              | LINEAR        |
| 193350 - | 2000 US24              | 24 d'octubre de 2000   | Socorro              | LINEAR        |
| 193351 - | 2000 UF29              | 31 d'octubre de 2000   | Socorro              | LINEAR        |
| 193352 - | 2000 UL30              | 31 d'octubre de 2000   | Socorro              | LINEAR        |
| 193353 - | 2000 UU32              | 29 d'octubre de 2000   | Kitt Peak            | Spacewatch    |
| 193354 - | 2000 UX34              | 24 d'octubre de 2000   | Socorro              | LINEAR        |
| 193355 - | 2000 UO42              | 24 d'octubre de 2000   | Socorro              | LINEAR        |
| 193356 - | 2000 UB43              | 24 d'octubre de 2000   | Socorro              | LINEAR        |
| 193357 - | 2000 UM45              | 24 d'octubre de 2000   | Socorro              | LINEAR        |
| 193358 - | 2000 UN46              | 24 d'octubre de 2000   | Socorro              | LINEAR        |
| 193359 - | 2000 UQ49              | 24 d'octubre de 2000   | Socorro              | LINEAR        |
| 193360 - | 2000 UB50              | 24 d'octubre de 2000   | Socorro              | LINEAR        |
| 193361 - | 2000 UC52              | 24 d'octubre de 2000   | Socorro              | LINEAR        |
| 193362 - | 2000 UT59              | 25 d'octubre de 2000   | Socorro              | LINEAR        |
| 193363 - | 2000 UL62              | 25 d'octubre de 2000   | Socorro              | LINEAR        |
| 193364 - | 2000 UC63              | 25 d'octubre de 2000   | Socorro              | LINEAR        |
| 193365 - | 2000 UV65              | 25 d'octubre de 2000   | Socorro              | LINEAR        |
| 193366 - | 2000 UJ67              | 25 d'octubre de 2000   | Socorro              | LINEAR        |
| 193367 - | 2000 UC71              | 25 d'octubre de 2000   | Socorro              | LINEAR        |
| 193368 - | 2000 UL71              | 25 d'octubre de 2000   | Socorro              | LINEAR        |
| 193369 - | 2000 UH73              | 25 d'octubre de 2000   | Socorro              | LINEAR        |
| 193370 - | 2000 UH83              | 30 d'octubre de 2000   | Socorro              | LINEAR        |
| 193371 - | 2000 UM88              | 31 d'octubre de 2000   | Socorro              | LINEAR        |
| 193372 - | 2000 UV98              | 25 d'octubre de 2000   | Socorro              | LINEAR        |
| 193373 - | 2000 UF105             | 29 d'octubre de 2000   | Socorro              | LINEAR        |
| 193374 - | 2000 UT107             | 30 d'octubre de 2000   | Socorro              | LINEAR        |
| 193375 - | 2000 UB108             | 30 d'octubre de 2000   | Socorro              | LINEAR        |
| 193376 - | 2000 UP109             | 31 d'octubre de 2000   | Socorro              | LINEAR        |
| 193377 - | 2000 VD1               | 1 de novembre de 2000  | Kitt Peak            | Spacewatch    |
| 193378 - | 2000 VY16              | 1 de novembre de 2000  | Socorro              | LINEAR        |
| 193379 - | 2000 VP19              | 1 de novembre de 2000  | Socorro              | LINEAR        |
| 193380 - | 2000 VY23              | 1 de novembre de 2000  | Socorro              | LINEAR        |
| 193381 - | 2000 VK24              | 1 de novembre de 2000  | Socorro              | LINEAR        |
| 193382 - | 2000 VO24              | 1 de novembre de 2000  | Socorro              | LINEAR        |
| 193383 - | 2000 VT27              | 1 de novembre de 2000  | Socorro              | LINEAR        |
| 193384 - | 2000 VW28              | 1 de novembre de 2000  | Socorro              | LINEAR        |
| 193385 - | 2000 VC30              | 1 de novembre de 2000  | Socorro              | LINEAR        |
| 193386 - | 2000 VV30              | 1 de novembre de 2000  | Socorro              | LINEAR        |
| 193387 - | 2000 VD35              | 1 de novembre de 2000  | Socorro              | LINEAR        |
| 193388 - | 2000 VM35              | 1 de novembre de 2000  | Socorro              | LINEAR        |
| 193389 - | 2000 VV44              | 2 de novembre de 2000  | Socorro              | LINEAR        |
| 193390 - | 2000 VX44              | 3 de novembre de 2000  | Socorro              | LINEAR        |
| 193391 - | 2000 VQ45              | 2 de novembre de 2000  | Socorro              | LINEAR        |
| 193392 - | 2000 VA54              | 3 de novembre de 2000  | Socorro              | LINEAR        |
| 193393 - | 2000 VX61              | 9 de novembre de 2000  | Socorro              | LINEAR        |
| 193394 - | 2000 WX1               | 17 de novembre de 2000 | Kitt Peak            | Spacewatch    |
| 193395 - | 2000 WU6               | 19 de novembre de 2000 | Socorro              | LINEAR        |
| 193396 - | 2000 WH8               | 20 de novembre de 2000 | Socorro              | LINEAR        |
| 193397 - | 2000 WQ9               | 22 de novembre de 2000 | Bohyunsan            | Bohyunsan     |
| 193398 - | 2000 WY13              | 20 de novembre de 2000 | Socorro              | LINEAR        |
| 193399 - | 2000 WG15              | 20 de novembre de 2000 | Socorro              | LINEAR        |
| 193400 - | 2000 WC18              | 21 de novembre de 2000 | Socorro              | LINEAR        |